# William de Saint-Cloud

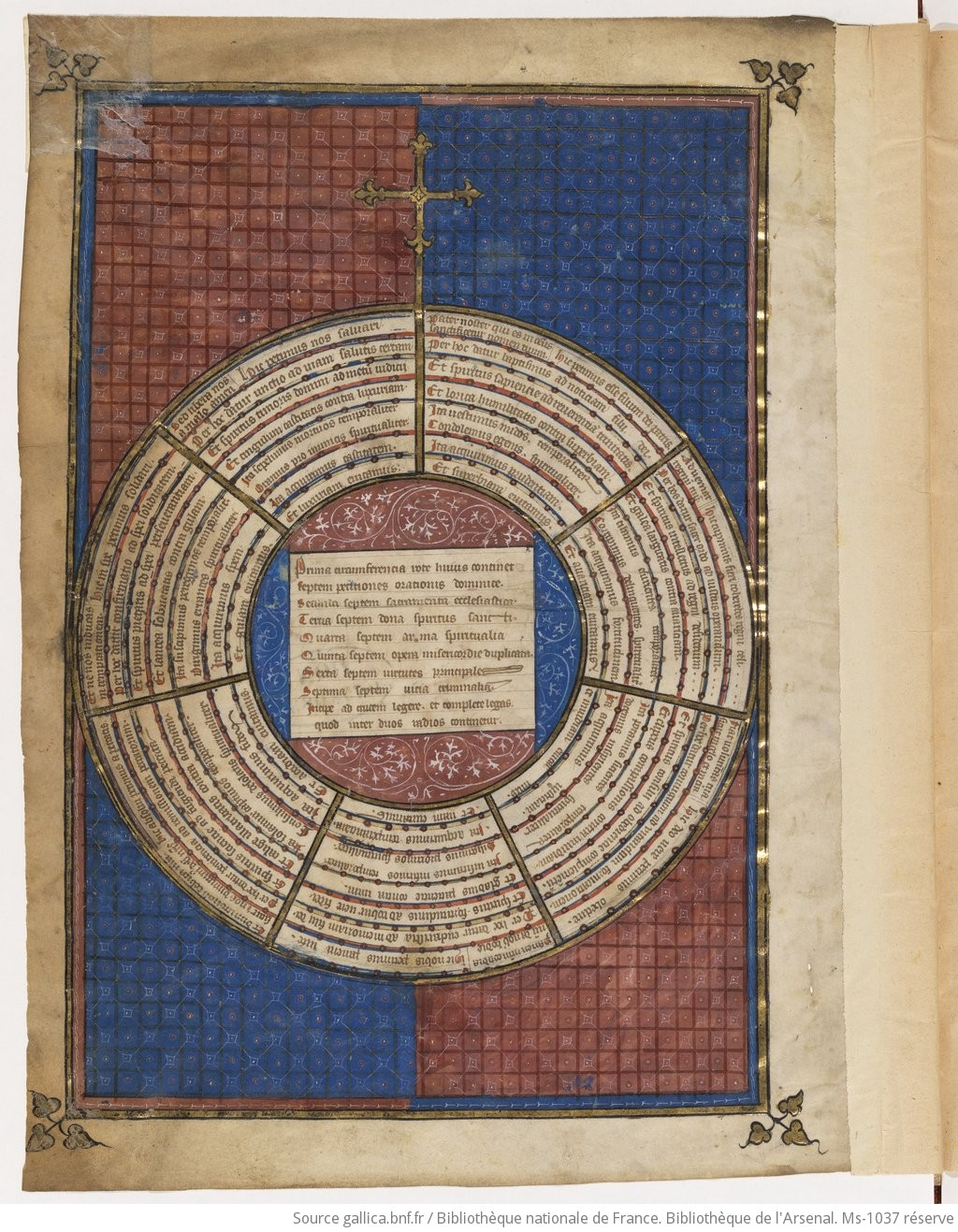
Iluminura do breve tratado atribuído a William de Saint-Cloud, conhecido também como Directorium. Fólio 1v, Ms-1037 (Bibliothèque nationale de France, Bibliothèque de l'Arsenal)

William de Saint-Cloud (em francês:  Guillaume de Saint-Cloud) foi um astrônomo francês de fins do século XIII e início do século XIV, conhecido por seus dois tratados de astronomia: “Calendário da rainha” (Kalendarium regine) e “Almanaque dos Planetas” (Almanach Planetarum). O primeiro, “Calendário da rainha”, foi composto em latim por volta de 1296 e dedicado a Maria de Brabante, segunda esposa de Filipe III de França. Anos depois, por volta de 1300, ele foi traduzido para o francês, com o título Calendrier de la Reine, a pedido da rainha Joana I de Navarra, esposa de Filipe IV de França. O segundo tratado, "Almanaque dos Planetas", foi escrito em torno de 1292.

## Biografia
Há poucas notícias sobre a vida de William de Saint-Cloud. O que se conhece vem das suas obras. O apelido “Saint Cloud” indica, provavelmente, a sua origem parisiense. Porém, alguns autores não descartaram a possibilidade de William ter sido um monge de origem inglesa da abadia de Saint-Cloud, pois seu nome figura em alguns documentos como "William, o inglês". É possível também que tenha sido astrônomo na Universidade de Paris, posição que facilitou a divulgação de suas descobertas, e astrônomo da corte francesa dos capetíngios. Alguns autores ainda levantaram a hipótese de William ter sido professor de Johannes de Muris. Suas pesquisas astronômicas lhe custaram muito trabalho e despesas, como o próprio autor afirma, em sua obra "Almanaque dos Planetas".

## Astronomia
William de Saint-Cloud pode ser considerado um verdadeiro astrônomo. Com base nas suas observações empíricas, ele identificou certas imprecisões nas tábuas e calendários de sua época, como as Tábuas toledanas e as Tábuas de Toulouse. Aparentemente, ele desconhecia as Tábuas afonsinas, já que não as menciona em suas obras. "Ele observa com cuidado; ele compara com suas observações as tábuas existentes; ele as corrige e compõe, por sua vez, tábuas aperfeiçoadas".

## Obras

#### Calendário da rainha
A obra oferece proposições científicas a partir das observações astronômicas da época. Por ser um tratado dirigido a uma leiga, William de Saint-Cloud fornece suas explicações de forma didática, fazendo inúmeras alusões às tarefas do dia a dia e aos benefícios que o calendário poderia proporcionar às atividades de alguns grupos sociais, como os religiosos, os médicos e os viajantes. Ao longo do tratado são abordados a duração do dia e da noite nas diferentes posições geográficas durante o ano; os climas; os meses; os dias da semana; os métodos alternativos que não requerem instrumentos de medição; o cálculo correto da entrada do sol nos signos do zodíaco; o sistema numérico indiano (não presente em todas as versões manuscritas da obra); os instrumentos de medição astronômica, como o "adreçouoir", algo próximo à bússola magnética; enfim, o astrônomo aborda o seu calendário de forma detalhada e propõe argumentos para correção do Número Áureo.

#### Almanaque dos Planetas
A obra é uma das raras testemunhas das observações astronômicas da Idade Média Central, contém efemérides do sol, lua e planetas e advoga também o uso de câmera escura para observar eclipses solares. Diz William no prólogo da obra: “[...] como pretendo indicar no almanaque os lugares, horários e magnitudes dos eclipses solares e lunares — e dado que nenhum dos eclipses solares, exceto quando mais da metade do Sol é eclipsado, pode ser observado a olho nu, a menos que ocorra perto do Sol nascente ou poente de tal forma que a luz solar seja enfraquecida por causa da oposição de vapores, o que, no entanto, raramente ocorre —, pretendo expor aqui um certo experimento pelo qual qualquer eclipse do Sol, não importa quão pequeno, pode ser observado, mesmo que apenas meio ponto seja eclipsado [...] será explicado um certo experimento pelo qual será possível observar sem ferir os olhos não apenas o eclipse do Sol, mas também a hora de seu início e fim, e também medir sua magnitude e as demais circunstâncias que ocorrem". Ele faz ainda menção a várias datas em que os fenômenos astronômicos ocorreram como, por exemplo, um eclipse de 04 de junho 1285: “[...] e para evitar que aconteça àqueles que observam esses eclipses o que aconteceu a muitas pessoas no dia 4 de junho de 1285 d.C.; [6] isto é, por causa de sua intensa contemplação do Sol quando a parte eclipsada ainda era pequena, sobreveio àqueles que olhavam fixamente para o Sol uma certa escuridão nos olhos, que geralmente ocorre àqueles que entram em um lugar na sombra depois de começarem na luz do Sol; escuridão que durou dois dias para alguns deles, três para outros e mais para outros, de acordo com a intensidade de sua contemplação do Sol e também de acordo com a predisposição de seus olhos para essa escuridão”. O astrônomo determinou também as posições dos planetas durante um período de vinte anos, tendo como início o ano de 1292.

#### Directorium
Além dessas duas obras, é atribuído também a William de Saint-Cloud um pequeno tratado, possivelmente composto no final do século XIII, no qual são abordas as múltiplas utilidades de um instrumento chamado “directorium”, um relógio de sol de bússola, assunto já mencionado no Calendário. O manuscrito é composto de oito fólios em pergaminho e contém iluminuras ricamente pintadas em ouro e cores. O último fólio, que se inicia com o título “Utilitas instrumenti quod directorium appellatur”, apresenta vinte e oitos versos em latim seguidos de uma paráfrase em francês explicando o assunto. Um “Guillermus”, de sobrenome “Faber”, assina o breve tratado. Muitos estudiosos viram nesse “Guilherme Falber” o William de Saint-Cloud.